# Imma Villa
Pour les articles homonymes, voir Villa et Villa (homonymie).
Imma Villa, née le 24 février 1964 à Naples (Italie), est une actrice italienne.

## Biographie
Imma Villa commence à travailler au théâtre à l'âge de 12 ans aux côtés de son père, l'acteur et écrivain napolitain Geppino Villa et de l'acteur Gianni Crosio. Après une longue série d'expériences dans le théâtre dialectal, elle rencontre les metteurs en scène Carlo Cerciello et Pierpaolo Roselli et, avec eux, elle fonde, en 1996, le Théâtre Elicantropo de Naples dont elle est également co-directrice artistique.
Elle reçoit le prix de la Critique 2014 pour son interprétation dans La Mère de Bertolt Brecht.
Elle a joué dans des pièces d'auteurs tels que Brecht, Muller, Bernhard, Sénèque, Mayorga, Moscato, Ruccello.

## Théâtre
- A sudd di Scrooge de Peppe Lanzetta, adaptation et mise en scène par Carlo Cerciello, (1995)
- Le Père, la Souris et le Saint-Esprit de Giuseppe Rocca, mise en scène par Giuseppe Rocca, (1995)
- Délices et mystères napolitains, mise en scène par Armando Pugliese, (1995)
- La Confession (Monologue de la liberté d'Alberto Bassetti), mise en scène par Walter Manfré, (1996)
- Pentidattilo histoire et légende de Beatrice Monroy, mise en scène de Walter Manfré, (1996)
- Il Viaggio (épisode LENA de Francesco Silvestri), mise en scène par Walter Manfré, (1996)
- La Scandalosa d'après des textes de Giovanni de la Carrettola, écrits et mis en scène par Carlo Cerciello, (1997)
- Portraits Napolitaine de Francesco Silvestri, mise en scène par Francesco Silvestri, (1997)
- Le Vice du Ciel de Valeria Moretti, mise en scène par Walter Manfré, (1998)
- La Peau de Curzio Malaparte, mise en scène par Armando Pugliese, (1998)
- Personne ne vous entend - extrait de Extremities de W. Mastrosimone, mise en scène par Carlo Cerciello (1998)
- Contagion, du roman L'Aveuglement de José Saramago, mise en scène par Carlo Cerciello (1999)
- Sona sona de G. Rocca, musique originale A. Sinagra, mise en scène par Bruno Garofalo (1999)
- Quatuor de Heiner Müller, mise en scène par Carlo Cerciello (2000)
- Manipulations de Carolina Sellitto, mise en scène par Carlo Cerciello (2001)
- Parasiti de Marius von Mayenburg, mise en scène par Tito Piscitelli (2001)
- Malacarne de Fortunato Calvino, mise en scène par Carlo Cerciello, (2002)
- Salle 101, du roman 1984 de George Orwell, mise en scène par Carlo Cerciello, (2002)
- Girotondo d'Arthur Schnitzler, mise en scène par Carlo Cerciello, (2003)
- Cardboard Guappo de Raffaele Viviani, mise en scène par Carlo Cerciello, (2003)
- Via delle oche de Carlo Lucarelli, mise en scène par Carlo Cerciello, (2003)
- Textes Italietta de Pier Paolo Pasolini, projet et mise en scène Carlo Cerciello, (2004)
- 'O Scarfalietto, adaptation d'Eduardo De Filippo, mise en scène par Armando Pugliese, (2005)
- Macbeth de Shakespeare, mise en scène par Carlo Cerciello, (2006)
- Zingari de Raffaele Viviani, mise en scène par Davide Iodice, (2006)
- Chantecler d'Edmond Rostand, traduction d'Enzo Moscato, mise en scène par Armando Pugliese, (2007)
- Grand-peur et misère du IIIe Reich de Bertolt Brecht, mise en scène par Carlo Cerciello, (2007)
- Misère et Noblesse d'Eduardo Scarpetta, mise en scène par Armando Pugliese, (2008)
- Hécube d'Euripide, mise en scène par Carlo Cerciello, (2009)
- Quatre mères choisies au hasard (monologue La Pocalisse de M. Palmese), mise en scène par Roberto Azzurro, (2010)
- Président de Thomas Bernhard, mise en scène par Carlo Cerciello, (2011)
- Mère Courage et ses enfants de Bertolt Brecht, mise en scène par Carlo Cerciello, (2012)
- La nouvelle robe, roman de L. Pirandello, adaptation E. De Filippo, mise en scène par Francesco Saponaro, (2014)
- Scannasurice d'Enzo Moscato, mise en scène par Carlo Cerciello, (2015)
- À la mémoire d'un ami de Giuseppe Patroni Griffi, mise en scène par Francesco Saponaro, (2015)
- Phèdre de Sénèque, mise en scène par Carlo Cerciello, (2016)
- Reine Mère de Manlio Santanelli, mise en scène par Carlo Cerciello, (2018)
- Hérodias, de Giovanni Testori, mise en scène par Carlo Cerciello, (2019)
- Eternapoli, de Giuseppe Montesano, (2020) avec Imma Villa et Toni Servillo
- Place des Héros de Thomas Bernhard, mise en scène par Roberto Andò (2020)

## Filmographie partielle

### Au cinéma
- 1998 : Rose e pistole (it) de Carla Apuzzo : Marta
- 2004 : Il resto di niente d'Antonietta De Lillo : Graziella (adaptation du roman du même nom d'Enzo Striano)
- 2004 : Certi bambini d'Andrea et Antonio Frazzi (adaptation du roman de Diego De Silva)
- 2005 : La guerra di Mario d'Antonio Capuano : Mirella
- 2021 : Il bambino nascosto de Roberto Andò :
- 2024 : Sei fratelli de Simone Godano

### À la télévision
- 1998 : Luna Rossa (Luna Rossa: Red Moon Over Naples) de Georg Brintrup (téléfilm).
- 2000-2003 : La squadra (it) (série télévisée)
- 2005 : Angela d'Andrea et Antonio Frazzi (téléfilm)
- 2018-en cours : L'Amie prodigieuse (série télévisée)

## Récompenses et distinctions
- 1997 - Prix Girulà - meilleure jeune actrice dans La Scandalosa, mise en scène de C. Ciello
- 2007 - Prix Girulà - Meilleure actrice dans Chantecler d'Edmond Rostand, traduction d E. Moscato, mise en scène de  A. Pugliese
- 2013 - Prix Antonio Landieri de la meilleure actrice dans La Mère de B. Brecht, mise en scène de  C. Ciello
- 2013 - CASS. NAZ. CRITIQUES DE THÉÂTRE pour son parcours et pour son interprétation dans La Mère de B. Brecht, mise en scène de C. Ciello
- 2015 - CASS. NAZ. CRITICI DI TEATRO meilleur spectacle de l'année Scannasurice de E. Moscato, mise en scène de C. Cerciello
- 2015 - Prix national Annibale Ruccello pour sa carrière artistique et pour le spectacle Scannasurice de E. Moscato, mise en scène de C. Ciello